# Troisfontaines
Troisfontaines és un municipi francès situat al departament del Mosel·la i a la regió del Gran Est. L'any 2007 tenia 1.276 habitants.

## Demografia

### Població
El 2007 la població de fet de Troisfontaines era de 1.276 persones. Hi havia 514 famílies, de les quals 132 eren unipersonals (60 homes vivint sols i 72 dones vivint soles), 173 parelles sense fills, 161 parelles amb fills i 48 famílies monoparentals amb fills.
La població ha evolucionat segons el següent gràfic:
Habitants censats

### Habitatges
El 2007 hi havia 616 habitatges, 529 eren l'habitatge principal de la família, 29 eren segones residències i 58 estaven desocupats. 520 eren cases i 94 eren apartaments. Dels 529 habitatges principals, 425 estaven ocupats pels seus propietaris, 89 estaven llogats i ocupats pels llogaters i 15 estaven cedits a títol gratuït; 28 tenien dues cambres, 56 en tenien tres, 107 en tenien quatre i 337 en tenien cinc o més. 444 habitatges disposaven pel capbaix d'una plaça de pàrquing. A 250 habitatges hi havia un automòbil i a 218 n'hi havia dos o més.

### Piràmide de població
La piràmide de població per edats i sexe el 2009 era:
| Homes | Edats   | Dones |
| ----- | ------- | ----- |
| 0     | 95 o +  | 0     |
| 0     | 90 a 94 | 8     |
| 0     | 85 a 89 | 16    |
| 0     | 80 a 84 | 8     |
| 4     | 75 a 79 | 20    |
| 48    | 70 a 74 | 20    |
| 52    | 65 a 69 | 68    |
| 32    | 60 a 64 | 32    |
| 32    | 55 a 59 | 36    |
| 28    | 50 a 54 | 52    |
| 44    | 45 a 49 | 24    |
| 48    | 40 a 44 | 52    |
| 52    | 35 a 39 | 64    |
| 72    | 30 a 34 | 44    |
| 48    | 25 a 29 | 44    |
| 17    | 20 a 24 | 20    |
| 52    | 15 a 19 | 32    |
| 40    | 10 a 14 | 44    |
| 64    | 5 a 9   | 40    |
| 36    | 0 a 4   | 28    |

## Economia
El 2007 la població en edat de treballar era de 810 persones, 580 eren actives i 230 eren inactives. De les 580 persones actives 552 estaven ocupades (311 homes i 241 dones) i 28 estaven aturades (7 homes i 21 dones). De les 230 persones inactives 80 estaven jubilades, 66 estaven estudiant i 84 estaven classificades com a «altres inactius».

### Ingressos
El 2009 a Troisfontaines hi havia 543 unitats fiscals que integraven 1.317 persones, la mediana anual d'ingressos fiscals per persona era de 17.772 €.

### Activitats econòmiques
Dels 65 establiments que hi havia el 2007, 1 era d'una empresa extractiva, 2 d'empreses alimentàries, 8 d'empreses de fabricació d'altres productes industrials, 9 d'empreses de construcció, 20 d'empreses de comerç i reparació d'automòbils, 1 d'una empresa de transport, 2 d'empreses d'hostatgeria i restauració, 3 d'empreses financeres, 4 d'empreses de serveis, 13 d'entitats de l'administració pública i 2 d'empreses classificades com a «altres activitats de serveis».
Dels 15 establiments de servei als particulars que hi havia el 2009, 1 era una oficina de correu, 1 una oficina bancària, 2 tallers de reparació d'automòbils i de material agrícola, 1 paleta, 1 guixaire pintor, 4 lampisteries, 1 electricista, 1 empresa de construcció, 1 perruqueria i 2 restaurants.
Dels 3 establiments comercials que hi havia el 2009, 1 era una botiga de més de 120 m², 1 una fleca i 1 una joieria.
L'any 2000 a Troisfontaines hi havia 7 explotacions agrícoles.

## Equipaments sanitaris i escolars
L'únic equipament sanitari que hi havia el 2009 era una farmàcia.
El 2009 hi havia 1 escola maternal i 1 escola elemental.

## Poblacions més properes
El següent diagrama mostra les poblacions més properes.